# Tu viện Karakallou
Tu viện Karakallou (tiếng Hy Lạp: Μονή Καρακάλλου) là tu viện Chính thống giáo Đông phương nằm tại Nhà nước tu viện Núi Athos, Hy Lạp. Nó nằm tại phía đông nam của bán đảo và là tu viện đứng thứ 11 trong hệ thống phân cấp tu viện dòng Athos. Hiện nay, tu viện là nơi ở và làm việc của khoảng 50 tu sĩ. Thư viện tại đây là nơi lưu giữ 330 bản thảo và khoảng 3.000 sách in.

## Lịch sử
Được thành lập vào thế kỷ 11 và bị bỏ hoang trong thế kỷ 13 trước sự ảnh hưởng của những tên cướp biển và người Latinh. Cuối thế kỷ 15, theo người hành hương Nga có tên Isaiah, nó trở thành một tu viện của người Albania. Nó được xây dựng lại vào thế kỷ 16 bởi tổng trấn Moldavia Petru Rareș.
Gần tu viện là Mylopotamos, một khu định cư thuộc tu viện Đại Lavra, được thành lập bởi Thánh Athanasius để làm nơi nghỉ dưỡng cho các tu sĩ. Đây là một tổ hợp với một tháp phòng thủ và những vườn nho. Ngày nay nó được sử dụng như một nhà máy sản xuất rượu vang và được biết đến với chất lượng rượu vang tuyệt hảo. Đây cũng chính là nơi an nghỉ cuối cùng của Thượng phụ Joachim III của Constantinople.